# Kanbara-juku

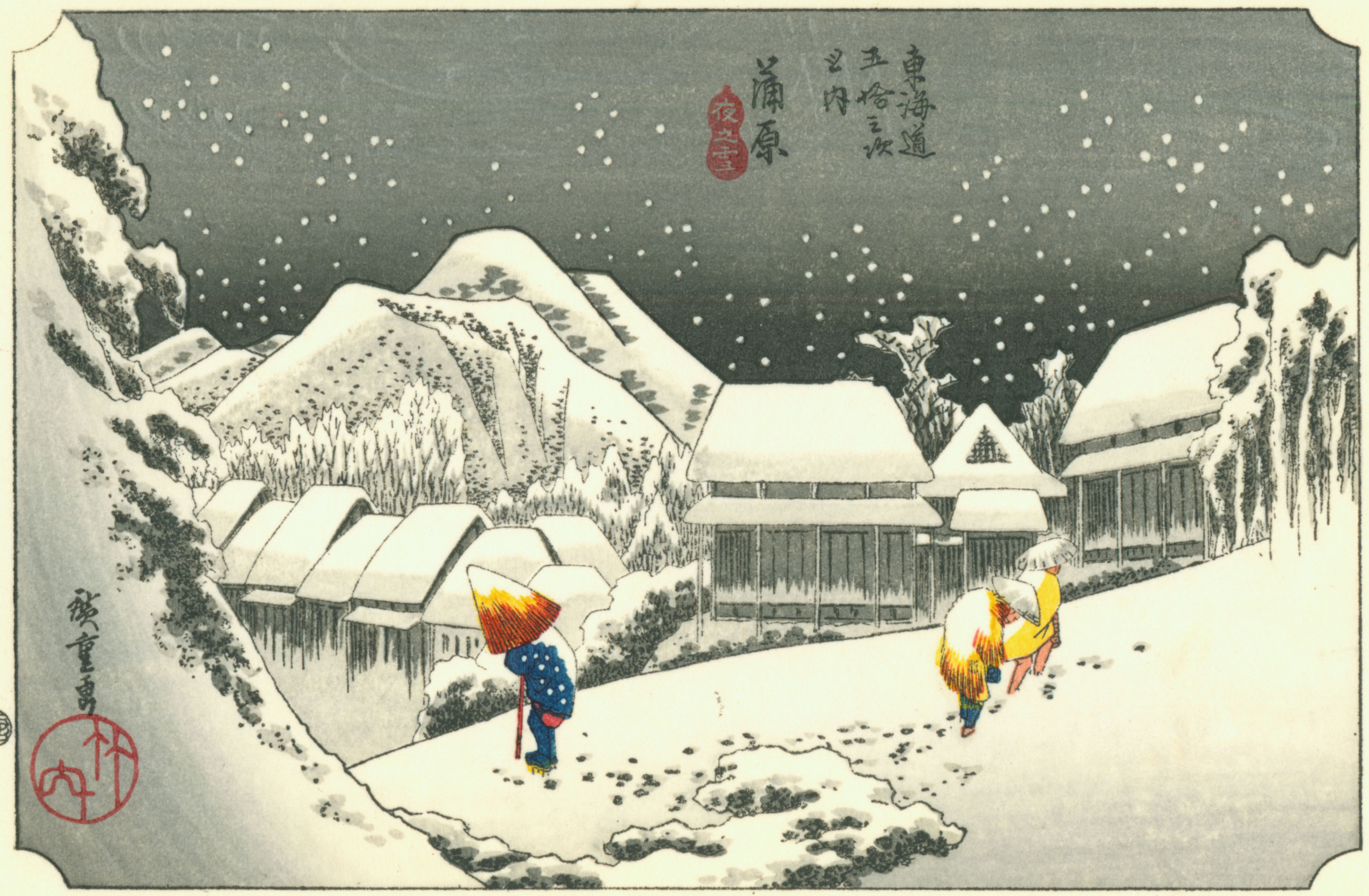
Kanbara-juku dans les années 1830, estampe de Hiroshige de la série Les Cinquante-trois Stations du Tōkaidō.

Kanbara-juku (蒲原宿, Kanbara-juku) était la quinzième des cinquante-trois stations du Tōkaidō. Elle est située dans ce qui est à présent l'arrondissement Shimizu-ku de Shizuoka, préfecture de Shizuoka au Japon. C'est une des quatre anciennes stations (shukuba) sises à Shimizu-ku.

## Histoire
La première Kanbara-juku fut dévastée par une inondation au début de la période Edo mais fut reconstruite peu après. 
La classique estampe ukiyoe d'Ando Hiroshige (édition Hoeido) de 1831-1834 montre un village de montagne à la tombée de la nuit dans lequel trois personnages marchent dans une neige profonde. C'est une composition assez étonnante car Kanbara se trouve dans une zone très tempérée et chauffée par le courant Kuroshio venu de la mer, et même une légère chute de neige y est extrêmement rare.